# Towarzystwo Przyjaźni Polsko-Chińskiej
Towarzystwo Przyjaźni Polsko-Chińskiej – istniejąca od 1957 roku organizacja pozarządowa stawiająca sobie za cel wszechstronne rozwijanie stosunków polsko-chińskich oraz promocję Chin w Polsce i Polski w Chinach. W tym celu organizuje konferencje, spotkania, wystawy, prelekcje. TPPCh współpracuje z Chińskim Ludowym Stowarzyszeniem Przyjaźni z Krajami Zagranicznymi i Ambasadą Chińskiej Republiki Ludowej w Rzeczypospolitej Polskiej.

## Historia
Zostało założone w 1957 roku w Gdańsku przez działaczy firm żeglugowych i spedycyjnych współpracujących z Chińską Republiką Ludową, takich jak Chipolbrok, Polskie Linie Oceaniczne i C. Hartwig Gdynia. Pierwszy zjazd odbył się 17 maja 1958 roku w Warszawie. W pierwszym okresie swojej działalności TPPCh rozwijało się dynamicznie przy aktywnym wsparciu ówczesnej administracji państwowej. Utworzono szereg oddziałów lokalnych, które w szczytowym okresie działalności skupiały łącznie 20 tys. członków. Towarzystwo wydawało wówczas miesięcznik Chiny, a następnie Horyzonty. Jego siedziba mieściła się w Pałacu Błękitnym przy ul. Senatorskiej w Warszawie.
Działalność Towarzystwa Przyjaźni Polsko-Chińskiej została przerwana na początku lat 60. wraz z rozłamem radziecko-chińskim. Po zamrożeniu stosunków polsko-chińskich Towarzystwo przestało de facto istnieć. Wznowiło działalność w 1985 roku, na fali normalizacji stosunków między blokiem wschodnim i Chinami. Odtworzono wówczas część struktur terenowych i zawiązano Klub Harbińczyków, zrzeszający Polaków urodzonych w Harbinie w północno-wschodnich Chinach. 
Po przemianach ustrojowych w Polsce w 1989 roku wstrzymano dotacje państwowe dla Towarzystwa, a jego działalność zaczęła ponownie zamierać. Rozpadła się większość struktur terenowych poza Krakowem i Kaliszem, a w 1997 roku władze Warszawy odebrały Towarzystwu jego siedzibę w Pałacu Błękitnym. Po 2000 roku nastąpiło częściowe ożywienie działalności TPPCh, odtworzono struktury w Gdańsku, Poznaniu, Łodzi, Olsztynie, Szczecinie oraz Koszalinie.